# Telén
Telén es una localidad argentina de la provincia de La Pampa, dentro del departamento Loventué. Su zona rural se extiende también por una pequeña porción del departamento Chalileo.
Se encuentra a 800 km de la ciudad de Buenos Aires y a 158 km de Santa Rosa; se llega por la ruta provincial 10.

## Toponimia
"Telen" proviene de la lengua Günün a yajüch del Pueblo Günün a küna (coloquialmente llamado Pampas Hets o Tehuelches septentrionales) y en grafía propia se expresa tülün "bosque". Efectivamente allí es la parte más meridional del bosque pampeano-sanluiseño.

## Historia
El pueblo de Telén surgiría en el año 1895 por la adquisición de 5000 ha de tierras, a 10 km sudoeste de Victorica que comprara su fundador, el franco-argentino Alfonso Capdeville (Classun de Landas, 1854 - El Sosneado, 28 de enero de 1920) en donde construiría su estancia, mientras ejercía desde 1891 como intendente de la municipalidad de Victorica (que había sido creada en 1888).
Luego de una revuelta municipal el 28 de enero de 1899 en que hubo dos muertos, debido a unas desavenencias con las autoridades policiales locales, se instalaría definitivamente en Telén para terminar loteando sus campos el 26 de octubre de 1901, fecha oficial de fundación del pueblo. En el mismo año abriría una casa de comercio.
Capdeville fue quien lograra la extensión del Ferrocarril del Oeste hasta Telén que llegaría el 24 de mayo de 1908.Con la llegada del tren, al poco tiempo adquiriría el rango de municipalidad.

## Población
Contó con 1240 habitantes (Indec, 2010), lo que representó un descenso del 4,6% frente a los 1301 habitantes (Indec, 2001) del censo anterior.
El censo nacional 2022 arrojó 1582 habitantes y 750 viviendas.
| Gráfica de evolución demográfica de Telén entre 1991 y 2022 |
|                                                             |
| Fuente: Censos nacionales del INDEC                         |

## Galería de imágenes

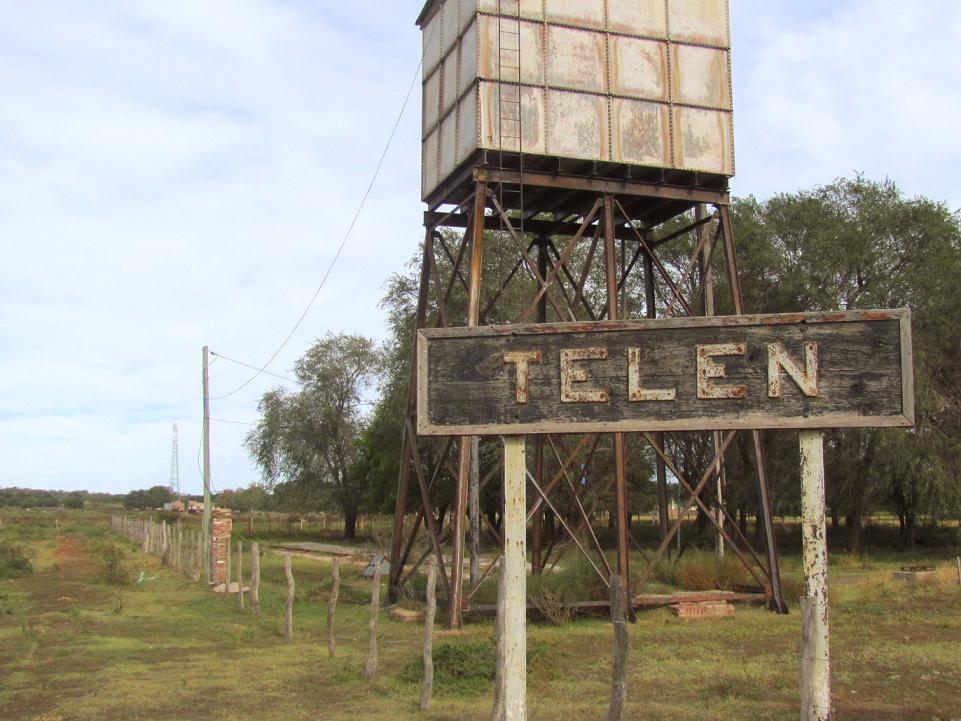
Cartel
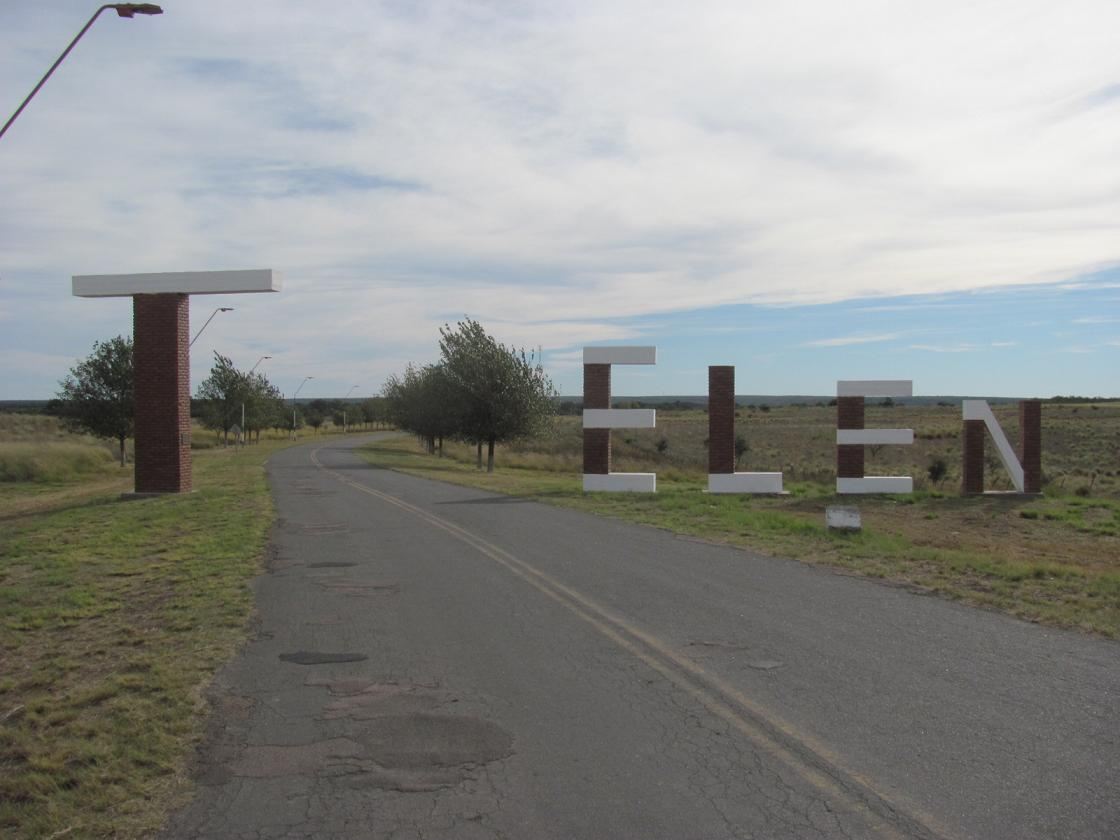
Entrada
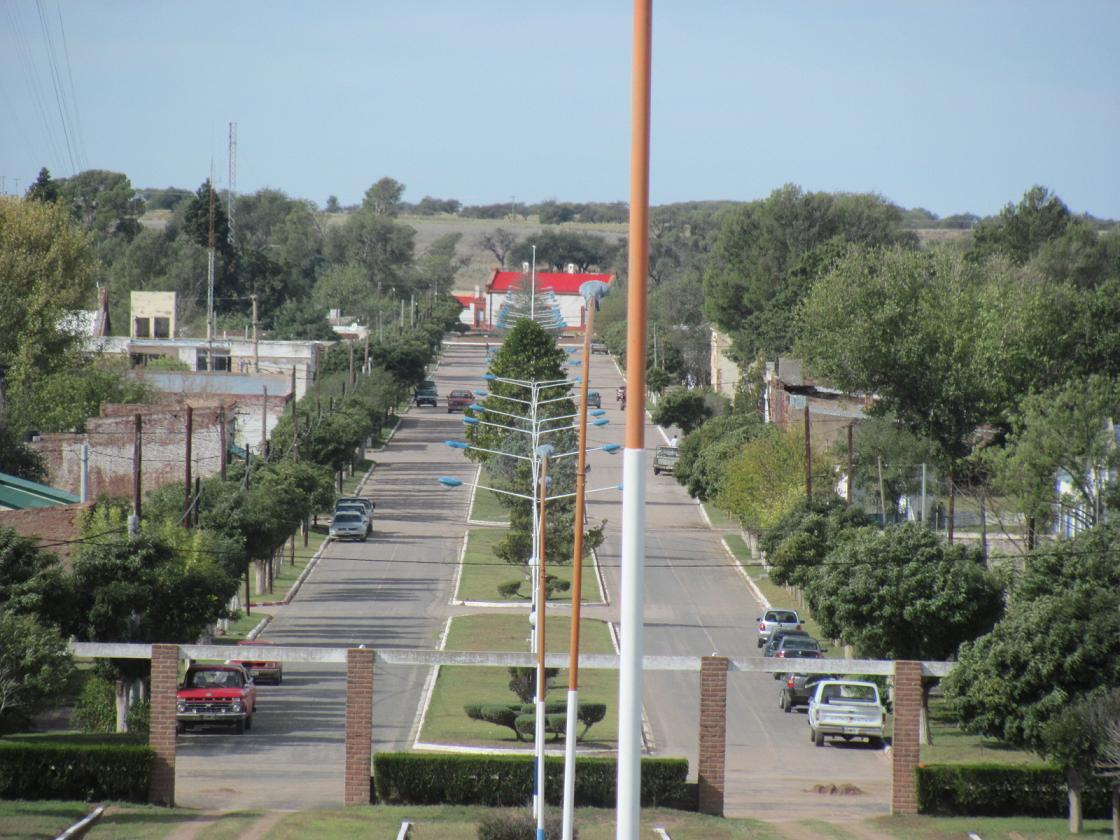
Panorama
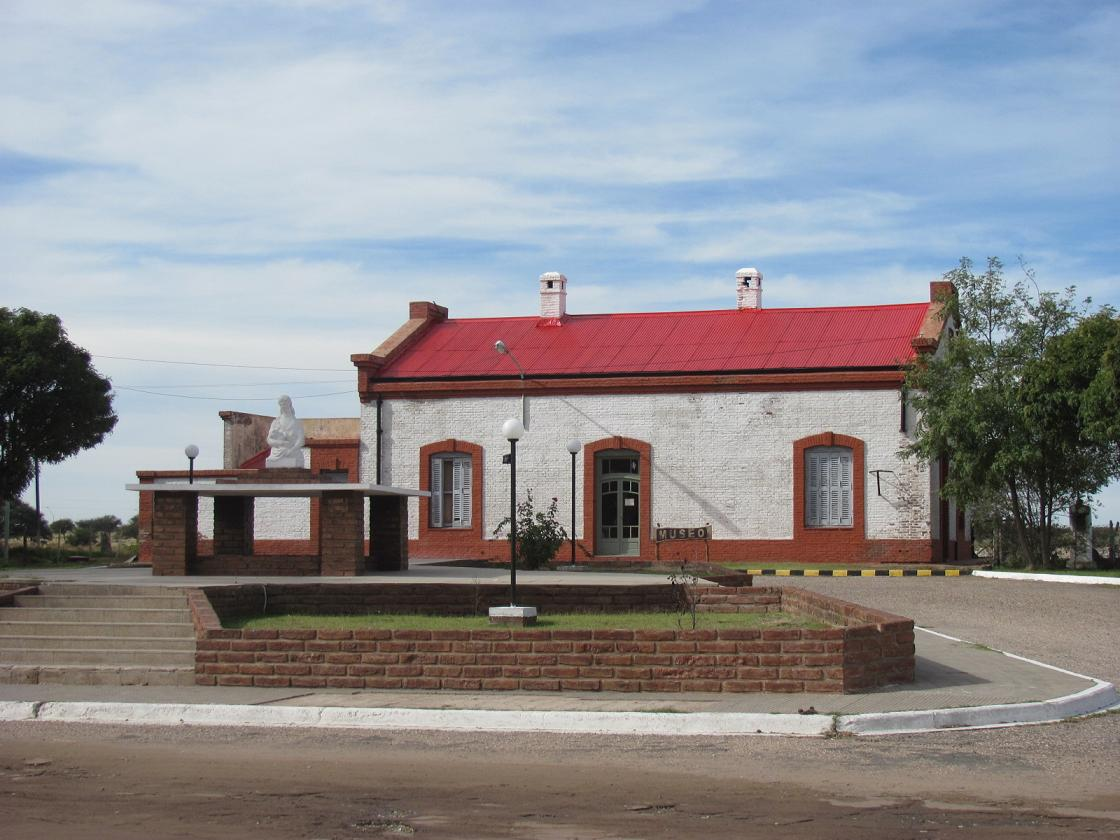
Estación